# Tour Down Under 2011
El Tour Down Under 2011 és la tretzena edició de la cursa ciclista per etapes Tour Down Under. La cursa es disputà entre el 18 i el 23 de gener de 2011, amb un recorregut de 758 km dividits en sis etapes. Aquesta era la prova inaugural de l'UCI World Tour 2011.
La cursa se l'emportà l'australià Cameron Meyer (Garmin-Cervélo), gràcies a la victòria obtinguda en la quarta eta fruit d'una escapada. Ha estat seguit en la classificació pel seu compatriota Matthew Goss (Team HTC-Highroad), vencedor de la primera etapa de la cursa, per sols 2 segons, i de l'anglès Ben Swift (Team Sky), doble vencedor d'etapa, per 8 segons. Cameron Meyer també guanyà la classificació dels joves (menys de 26 anys), Matthew Goss guanyà la classificació dels punts i Luke Roberts la de la muntanya. El Movistar Team guanyà la classificació per equips.

## Equips participants
En aquesta cursa hi prenen part els 18 equips de categoria UCI ProTour, més un combinat australià format per equips dels Circuits Continentals UCI sota el nom d'Uni SA-Australia. Cada equip surt amb 7 corredors, formant un gran grup de 133 corredors.
| - Ag2r-La Mondiale - Astana - BMC Racing Team - Euskaltel-Euskadi - Garmin-Cervélo - Lampre-ISD - Liquigas-Cannondale | - Movistar Team - Quick Step - Omega Pharma-Lotto - Rabobank - Team HTC-High Road - Team Katusha | - Team Leopard-Trek - Team RadioShack - Team Saxo Bank-SunGard - Team Sky - Uni SA-Australia - Vacansoleil-DCM |

## Principals favorits
Al Tour Down Under 2011 es veurà el primer enfrontament entre Andre Greipel (Omega Pharma-Lotto) i Mark Cavendish (HTC-Highroad). Els altres principals esprintadors de la cursa seran Tyler Farrar (Garmin-Cervélo), Matthew Goss (HTC-Highroad), Robbie McEwen (Team RadioShack), Geraint Thomas (Team Sky), Allan Davis (Astana Qazaqstan Team), Graeme Brown, Michael Matthews (Rabobank ProTeam), Francesco Chicchi, Gerald Ciolek (Quick Step), Juan José Haedo (Saxo Bank-SunGard), José Joaquín Rojas (Movistar Team), Romain Feillu (Vacansoleil-DCM) et Stuart O'Grady (Leopard-Trek).
Lance Armstrong (Team RadioShack) correrà la seva darrera cursa professional fora dels Estats Units.

## Etapes
| Etapa    | Data        | Ciutats d'etapa         | km  | Vencedor de l'etapa | Líder de la general |
| -------- | ----------- | ----------------------- | --- | ------------------- | ------------------- |
| 1a etapa | 18 de gener | Mawson Lakes – Angaston | 138 | Matthew Goss        | Matthew Goss        |
| 2a etapa | 19 de gener | Tailem Bend – Mannum    | 146 | Ben Swift           | Robbie McEwen       |
| 3a etapa | 20 de gener | Unley – Stirling        | 128 | Michael Matthews    | Matthew Goss        |
| 4a etapa | 21 de gener | Norwood – Strathalbyn   | 124 | Cameron Meyer       | Cameron Meyer       |
| 5a etapa | 22 de gener | McLaren Vale – Willunga | 131 | Francisco Ventoso   | Cameron Meyer       |
| 6a etapa | 23 de gener | Adelaida – Adelaida     | 90  | Ben Swift           | Cameron Meyer       |

## Classificacions finals

### Classificació general
|    | Ciclista                | Equip                 | Temps       | Punts UCI |
| -- | ----------------------- | --------------------- | ----------- | --------- |
| 1  | Cameron Meyer (AUS)     | Garmin-Cervélo        | 17h 54' 27" | 106       |
| 2  | Matthew Goss (AUS)      | Team HTC-Highroad     | + 2"        | 93        |
| 3  | Ben Swift (ENG)         | Team Sky              | + 8"        | 82        |
| 4  | Michael Matthews (AUS)  | Rabobank ProTeam      | + 9"        | 70        |
| 5  | Laurens Ten Dam (NED)   | Rabobank ProTeam      | + 10"       | 52        |
| 6  | Francisco Ventoso (ESP) | Movistar Team         | + 17"       | 46        |
| 7  | André Greipel (GER)     | Omega Pharma-Lotto    | + 26"       | 38        |
| 8  | Blel Kadri (FRA)        | AG2R La Mondiale      | + 26"       | 20        |
| 9  | Allan Davis (AUS)       | Astana Qazaqstan Team | + 27"       | 10        |
| 10 | Luke Roberts (AUS)      | UniSA-Australia       | + 28"       | 6         |

### Classificacions secundàries
|   | Ciclista         | Equip             | Punts |
| - | ---------------- | ----------------- | ----- |
| 1 | Matthew Goss     | Team HTC-Highroad | 28    |
| 2 | Michael Matthews | Rabobank ProTeam  | 20    |
| 3 | Thomas de Gendt  | Vacansoleil-DCM   | 20    |

|   | Ciclista        | Equip           | Punts |
| - | --------------- | --------------- | ----- |
| 1 | Luke Roberts    | UniSA-Australia | 60    |
| 2 | Ben Hermans     | Team RadioShack | 36    |
| 3 | Mitchell Docker | UniSA-Australia | 32    |

|   | Ciclista      | Equip             | Temps       |
| - | ------------- | ----------------- | ----------- |
| 1 | Cameron Meyer | Garmin-Cervélo    | 17h 54' 27" |
| 2 | Matthew Goss  | Team HTC-Highroad | + 8"        |
| 3 | Ben Swift     | Team Sky          | + 9"        |

|   | Equip            | Temps       |
| - | ---------------- | ----------- |
| 1 | Movistar Team    | 53h 44' 56" |
| 2 | Vacansoleil-DCM  | + 8"        |
| 3 | AG2R La Mondiale | + 25"       |

## Etapes

### 1a etapa
Etapa lleugerament ondulada, en què destaca el Black Top Road, amb el cim al km 11 i dos esprints intermedis al km 46 i 61.
Al km 10, Miguel Mínguez, Ion Izagirre (Euskaltel–Euskadi), Simon Clarke (Astana Qazaqstan Team), Mitchell Docker (UniSA-Australia) i Mathieu Perget (AG2R La Mondiale) s'escapen. Arriben a tenir 4 minuts, abans de veure com la diferència s'estabilitza en 2'. A 25 km per a l'arribada Mínguez i Clarke ataquen. A 10 km de meta seran agafats pel gran grup encapçalat pels equips dels esprintadors.
Matthew Goss (Team HTC-Highroad) demostra ser el més fort en l'esprint, imposant-se a Andre Greipel (Omega Pharma-Lotto) i Robbie McEwen (Team RadioShack).
|    | Ciclista      | Equip               | Temps      |
| -- | ------------- | ------------------- | ---------- |
| 1. | Matthew Goss  | Team HTC-Highroad   | 3h 17' 08" |
| 2. | André Greipel | Omega Pharma-Lotto  | m.t        |
| 3. | Robbie McEwen | Team RadioShack     | m.t        |
| 4. | Chris Sutton  | Team Sky            | m.t        |
| 5. | Elia Viviani  | Liquigas-Cannondale | m.t        |

|    | Ciclista      | Equip               | Temps      |
| -- | ------------- | ------------------- | ---------- |
| 1. | Matthew Goss  | Team HTC-Highroad   | 3h 17' 08" |
| 2. | André Greipel | Omega Pharma-Lotto  | + 4"       |
| 3. | Robbie McEwen | Team RadioShack     | + 6"       |
| 4. | Chris Sutton  | Team Sky            | + 7"       |
| 5. | Elia Viviani  | Liquigas-Cannondale | m.t        |

### 2a etapa
Com en l'etapa anterior hi ha un petit turó, el Dawesley Hill, al km 64, i dos esprints intermedis (km 52 i 84). Amb tot el final inclou molts falsos plans.
Yuriy Krivtsov (AG2R La Mondiale) s'escapa només començar l'etapa, però aviat se li uneix Mitchell Docker (UniSA-Australia) i David Tanner (Saxo Bank-SunGard). Aconsegueixen uns 3 minuts abans que el gran grup no els controli. Luke Roberts (UniSA-Australia), Simon Zahner i Timothy Roe (BMC Racing Team) també s'uneixen a l'escapada al pas per Dawesley Hill. A 30 quilòmetres de la meta ataca Roe, quedant sol al capdavant. A 15 km de la meta disposa d'1 minut, una diferència del tot insuficient davant la insistència dels equips dels esprintadors. El final és caòtic, amb diverses caigudes en els darrers quilòmetres que provoquen un canvi de lideratge i que Ben Swift (Team Sky) guanyi l'etapa.
|    | Ciclista         | Equip              | Temps      |
| -- | ---------------- | ------------------ | ---------- |
| 1. | Ben Swift        | Team Sky           | 3h 27' 44" |
| 2. | Robbie McEwen    | Team Katusha       | m.t        |
| 3. | Graeme Brown     | Rabobank ProTeam   | m.t        |
| 4. | Romain Feillu    | Vacansoleil-DCM    | m.t        |
| 5. | Jurgen Roelandts | Omega Pharma-Lotto | m.t        |

|    | Ciclista        | Equip              | Temps      |
| -- | --------------- | ------------------ | ---------- |
| 1. | Robbie McEwen   | Team RadioShack    | 6h 44' 42" |
| 2. | Matthew Goss    | Team HTC-Highroad  | m.t        |
| 3. | Ben Swift       | Team Sky           | m.t        |
| 4. | André Greipel   | Omega Pharma-Lotto | + 4"       |
| 5. | Mitchell Docker | UniSA-Australia    | m.t        |

### 3a etapa
Primera part de l'etapa força plana, per entrar en un darrer tram força ondulat en un circuit al qual cal donar dues voltes.
D'inici Thomas de Gendt (Vacansoleil-DCM) s'escapa, sent seguit per Luis Pasamontes (Movistar Team), Aleksandr Kuschynski (Team Katusha) i Luke Durbridge (UniSA-Australia). Arriben a tenir fins a 5' d'avantatge, però seran agafats a manca de 20 km per la meta.
Ben Hermans (Team RadioShack) ataca a menys de 5 km per meta, seguit per Richie Porte (Saxo Bank-SunGard), però són agafats en el darrer quilòmetre. André Greipel (Omega Pharma-Lotto) llança d'esprint, però Michael Matthews (Rabobank ProTeam) s'imposa. Matthew Goss recupera el liderat.
|    | Ciclista         | Equip              | Temps      |
| -- | ---------------- | ------------------ | ---------- |
| 1. | Michael Matthews | Rabobank ProTeam   | 3h 11' 47" |
| 2. | Andre Greipel    | Omega Pharma-Lotto | m.t        |
| 3. | Matthew Goss     | Team HTC-Highroad  | m.t        |
| 4. | Simon Gerrans    | Team Sky           | m.t        |
| 5. | Luke Roberts     | UniSA-Australia    | m.t        |

|    | Ciclista         | Equip              | Temps      |
| -- | ---------------- | ------------------ | ---------- |
| 1. | Matthew Goss     | Team HTC-Highroad  | 9h 56' 25" |
| 2. | Andre Greipel    | Omega Pharma-Lotto | + 2"       |
| 3. | Robbie McEwen    | Team RadioShack    | + 4"       |
| 4. | Michael Matthews | Rabobank ProTeam   | m.t        |
| 5. | Ben Swift        | Team Sky           | m.t        |

### 4a etapa
Com en les tres primeres etapes el recorregut compta amb una sola cota puntuable, el Checker Hill Road, i dos esprints intermedis. Els darrers 600 metrs són un fals pla en pujada.
Des de l'inici hi ha nombrosos atacs per escapar-se. Al km 30 es forma l'escapada bona amb Blel Kadri (AG2R La Mondiale), Rob Ruijgh, Thomas de Gendt (Vacansoleil-DCM), Laurens Ten Dam (Rabobank ProTeam), Cameron Meyer i Matthew Wilson (Garmin-Cervélo). Ràpidament obtenen 2', però els equips dels esprintadors controlen les diferències. A manca de 30 km disposaven encara d'1' 30".
Entre els escapats Meyer i el seu company d'equip acceleren el ritme, fent que aquest es trenqui i quedin sosl 4 ciclistes al capdavant. Per darrere el gran grup no arriba a temps i la victòria se la juguen els escapats, aconseguint-la Meyer per davant s'impose devant De Gendt i Ten Dam. Meyer també es fa amb el liderat, ja que el gran grup arriba a 24" encapçalat per Matthew Goss (Team HTC-Highroad).
|    | Ciclista        | Equip             | Temps      |
| -- | --------------- | ----------------- | ---------- |
| 1. | Cameron Meyer   | Garmin-Cervélo    | 2h 57' 55" |
| 2. | Thomas de Gendt | Vacansoleil-DCM   | m.t        |
| 3. | Laurens Ten Dam | Rabobank ProTeam  | + 3"       |
| 4. | Matthew Wilson  | Garmin-Cervélo    | + 10"      |
| 5. | Matthew Goss    | Team HTC-Highroad | + 24"      |

|    | Ciclista        | Equip              | Temps       |
| -- | --------------- | ------------------ | ----------- |
| 1. | Cameron Meyer   | Garmin-Cervélo     | 12h 54' 30" |
| 2. | Laurens Ten Dam | Rabobank ProTeam   | + 10"       |
| 3. | Matthew Goss    | Team HTC-Highroad  | + 12"       |
| 4. | Robbie McEwen   | Team RadioShack    | + 15"       |
| 5. | Andre Greipel   | Omega Pharma-Lotto | + 16"       |

### 5a etapa
La 5a etapa és la més complicada de la present edició del Tour Down Under, amb un parell de circuits enllaçats als quals els ciclistes hauran de donar un parell de voltes. El primers dels circuits no té cap dificultat muntanyosa de nivell, mentre que en el segon els ciclistes es trobaran amb el Willunga Hill, el qual hauran de superar en dues ocasions, la segona d'elles a sols 18 km per a l'arribada.
Només començar l'etapa es forma una escapada formada per Joan Horrach, Eduard Vorgànov (Team Katusha), Davide Vigano (Leopard-Trek), Lucas Sebastián Haedo (Saxo Bank-SunGard), John Murphy (BMC Racing Team), Michael Hepburn (UniSA-Australia), Tanel Kangert (Astana Qazaqstan Team) i Joost Van Leijen (Vacansoleil-DCM). A mitja cursa disposen de 2' 30", però disminuirà ràpidament i seran agafats quan comenci la primera ascensió Wilunga Hill.
En el descens queden destacats Lance Armstrong (Team RadioShack), Luis Pasamontes, José Ivan Gutiérrez (Movistar Team), Iñaki Isasi (Euskaltel–Euskadi), Stefan Denifl (Leopard-Trek), Sergei Ivanov (Team Katusha) i Jurgen van de Walle (Omega Pharma-Lotto), però són agafats abans de la segona ascensió al Willunga Hill. En la pujada Richie Porte (Saxo Bank-SunGard) ataca i junt a Ben Hermans (Team RadioShack) i Jack Bobridge (Garmin-Cervélo) passen pel cim amb 10" per davant d'un grup de 20 elements.
Bobridge cau en el descens. La victòria se la juga aquest petit grup reunificat, sent el vencedor Francisco Ventoso (Movistar Team).
|    | Ciclista           | Equip             | Temps      |
| -- | ------------------ | ----------------- | ---------- |
| 1. | Francisco Ventoso  | Movistar Team     | 3h 06' 10" |
| 2. | Michael Matthews   | Rabobank ProTeam  | m.t        |
| 3. | Matthew Goss       | Team HTC-Highroad | m.t        |
| 4. | José Joaquín Rojas | Movistar Team     | m.t        |
| 5. | Luke Roberts       | UniSA-Australia   | m.t        |

|    | Ciclista          | Equip             | Temps       |
| -- | ----------------- | ----------------- | ----------- |
| 1. | Cameron Meyer     | Garmin-Cervélo    | 16h 00' 40" |
| 2. | Matthew Goss      | Team HTC-Highroad | + 8"        |
| 3. | Laurens Ten Dam   | Rabobank ProTeam  | + 10"       |
| 4. | Michael Matthews  | Rabobank ProTeam  | + 12"       |
| 5. | Francisco Ventoso | Movistar Team     | + 17"       |

### 6a etapa
La darrera etapa es realitza pels carrers d'Adelaida en un circuit urbà, totalment pla, de 4,5 km als quals els ciclistes han d'anar donant voltes fins a completar els 90 km totals.
Ben Swift s'imposarà a l'esprint massiu, aconseguint d'aquesta manera la seva segona victòria en la present edició i guanyant uns segons de bonificació que el permeten quedar en tercera posició final de la general.
|    | Ciclista        | Equip             | Temps      |
| -- | --------------- | ----------------- | ---------- |
| 1. | Ben Swift       | Team Sky          | 1h 53' 47" |
| 2. | Greg Henderson  | Team Sky          | m.t        |
| 3. | Matthew Goss    | Team HTC-Highroad | m.t        |
| 4. | Robbie McEwen   | Team RadioShack   | m.t        |
| 5. | Juan José Haedo | Saxo Bank-SunGard | m.t        |

|   | Ciclista         | Equip             | Temps       |
| - | ---------------- | ----------------- | ----------- |
| 1 | Cameron Meyer    | Garmin-Cervélo    | 17h 54' 27" |
| 2 | Matthew Goss     | Team HTC-Highroad | + 2"        |
| 3 | Ben Swift        | Team Sky          | + 8"        |
| 4 | Michael Matthews | Rabobank ProTeam  | + 9"        |
| 5 | Laurens Ten Dam  | Rabobank ProTeam  | + 10"       |

## Evolució de les classificacions
| Etapa (Vencedor)       | Classificació general | Classificació de la muntanya | Classificació dels esprints | Classificació dels joves | Classificació per equips | Combativitat    |
| ---------------------- | --------------------- | ---------------------------- | --------------------------- | ------------------------ | ------------------------ | --------------- |
| 1a (Matthew Goss)      | Matthew Goss          | Luke Roberts                 | Matthew Goss                | Matthew Goss             | Team Sky                 | Simon Clarke    |
| 2a (Ben Swift)         | Robbie McEwen         | Luke Roberts                 | Mitchell Docker             | Matthew Goss             | Team Sky                 | Yuriy Krivtsov  |
| 3a (Michael Matthews)  | Matthew Goss          | Luke Roberts                 | Aleksandr Kuschynski        | Matthew Goss             | Team Sky                 | Luke Durbridge  |
| 4a (Cameron Meyer)     | Cameron Meyer         | Luke Roberts                 | Thomas de Gendt             | Cameron Meyer            | Garmin-Cervélo           | Thomas de Gendt |
| 5a (Francisco Ventoso) | Cameron Meyer         | Luke Roberts                 | Matthew Goss                | Cameron Meyer            | Movistar Team            | Richie Porte    |
| 6a (Ben Swift)         | Cameron Meyer         | Luke Roberts                 | Matthew Goss                | Cameron Meyer            | Movistar Team            | Stuart O'Grady  |
| Final                  | Cameron Meyer         | Luke Roberts                 | Matthew Goss                | Cameron Meyer            | Movistar Team            |                 |

## Punts UCI
| #  | Ciclista           | Equip                 | Punts |
| -- | ------------------ | --------------------- | ----- |
| 1  | Cameron Meyer      | Garmin-Cervélo        | 106   |
| 2  | Matthew Goss       | HTC-Highroad          | 93    |
| 3  | Ben Swift          | Team Sky              | 82    |
| 4  | Michael Matthews   | Rabobank ProTeam      | 70    |
| 5  | Laurens ten Dam    | Rabobank ProTeam      | 52    |
| 6  | Francisco Ventoso  | Movistar Team         | 46    |
| 7  | André Greipel      | Omega Pharma-Lotto    | 38    |
| 8  | Blel Kadri         | AG2R La Mondiale      | 20    |
| 9  | Allan Davis        | Astana Qazaqstan Team | 10    |
| 10 | Robbie McEwen      | Team Katusha          | 7     |
| 11 | Thomas de Gendt    | Vacansoleil-DCM       | 4     |
| 12 | Greg Henderson     | Team Sky              | 4     |
| 13 | Graeme Brown       | Rabobank ProTeam      | 2     |
| 14 | José Joaquín Rojas | Movistar Team         | 1     |
| 15 | Romain Feillu      | Vacansoleil-DCM       | 1     |
| 16 | Jürgen Roelandts   | Omega Pharma-Lotto    | 1     |
| 17 | Elia Viviani       | Liquigas-Cannondale   | 1     |
| 18 | Matthew Wilson     | Garmin-Cervélo        | 1     |
| 19 | Juan José Haedo    | Saxo Bank-Sungard     | 1     |
| 20 | Christopher Sutton | Team Sky              | 1     |
| 21 | Simon Gerrans      | Team Sky              | 1     |